# Epsilon Reticuli
Epsilon Reticuli è una stella binaria nella costellazione australe del Reticolo, composta da una subgigante arancione e da una nana bianca. Dista circa 59 anni luce dal sistema solare e la sua magnitudine è di 4,4. Nel 2000 è stato scoperto orbitare un pianeta extrasolare attorno alla componente principale.

## Caratteristiche
La stella principale del sistema, Epsilon Reticuli A, è una subgigante arancione di tipo spettrale K2IV, che indica che la fusione dell'idrogeno nel suo nucleo sta volgendo al termine ed è in procinto di espandersi in una gigante rossa. Con una massa stimata di circa 1,5 volte la massa solare, era probabilmente una stella di classe F0 quando si trovava nella sequenza principale. Ha un raggio di 3,18 volte il raggio solare, una luminosità di 6,2 volte quella solare e una temperatura effettiva poco al di sotto dei 5000 K. Come è tipico delle stelle con pianeti giganti, ha un'elevata metallicità, con un'abbondanza di ferro dell'82% maggiore di quella del Sole.
La compagna, Epsilon Reticuli B, è una nana bianca che venne associata come binaria visuale ad A nel 1932, e nel 2006 venne confermato che fosse  legata fisicamente alla compagna, dopo aver constatato il moto proprio comune nello spazio. Visualmente è separata da A di 13 secondi d'arco, che alla distanza di 60 anni luce corrispondono a 240 UA dalla principale; il suo periodo orbitale è superiore ai 2700 anni.
Si tratta di una nana bianca ricca di idrogeno, di magnitudine apparente +12,5 e tipo spettrale DA 3.3. Ha una massa di 0,6 M⊙, mentre il suo raggio è di 0,0132 R⊙, vale a dire poco più di 9000 chilometri, il 44% più grande di quello terrestre. Si pensa che probabilmente sia nata come una stella bianca di classe A5 con una massa di 1,9 M⊙, e che rimase per 1,3 miliardi di anni nella sequenza principale. Da una temperatura effettiva misurata di 15.310 K, ha un'età di raffreddamento (tempo trascorso come nana bianca) di 200 milioni di anni, corrispondente a un'età totale di 1,5 miliardi di anni. Questa età non è coerente con l'età stimata della stella primaria, di 2,8 miliardi di anni, il che suggerisce che la nana bianca potrebbe avere una massa minore, oppure essere più massiccia la stella primaria.

## Pianeti
Nel 2000, venne scoperto un pianeta orbitante attorno a Epsilon Reticuli A, e venne catalogato come Epsilon Reticuli b. La sua massa minima è del 55% superiore a quella di Giove e orbita attorno alla stella in 429 giorni.
| Pianeta | Massa    | Periodo orb. | Sem. maggiore | Eccentricità | Scoperta |
| ------- | -------- | ------------ | ------------- | ------------ | -------- |
| b       | ≥1,55 MJ | 429,1 giorni | 1,269 UA      | 0,057±0,037  | 2000     |